# Exopterygota
Exopterygota (oldgræsk ἔξω (éxō, "udenfor") + πτερόν (pteron, "vinge") + latin - ota ("have")), også kendt som Hemipterodea, er en foreslået overorden af insekter, der rummer insekter med såkaldt ufuldstændig forvandling (eller hemimetabolisme). Hos insekter med ufuldstændig forvandling ligner ungerne (kaldet nymfer) de voksne, med undtagelse af vingerne, der udvikler sig gradvist udenpå kroppen. De gennemgår en beskeden ændring mellem umodne og voksne, uden at gå gennem et puppestadium. Nymferne udvikler sig gradvist til voksne gennem en proces der involverer flere hamskifter. Exopterygota tilhører underklassen  Pterygota som er en del af infraklassen Neoptera.
Exopterygota er en meget forskelligartet overorden af insekter, med mindst 130.000 levende arter fordelt på 15 ordener. De omfatter kakerlakker, termitter, græshopper, trips, lus og vandrende pinde, blandt mange andre typer insekter.
De adskiller sig fra Endopterygota (eller Holometabola) ved den måde, hvorpå deres vinger udvikler sig. Endopterygota (betyder bogstaveligt talt "indre vingede former") udvikler vinger inde i kroppen og gennemgår en fuldstændig forvandling (metamorfose), der involverer et puppestadium. Exopterygota ("ydre bevingede former") udvikler vinger på ydersiden af deres kroppe uden at gå gennem et ægte puppestadium, selvom nogle få har noget, der ligner en puppe (f.eks. mellus; Aleyrodidae).
Ephemeroptera (Døgnfluer) og Odonata (guldsmede) har også gradvis vingeudvikling, hvilket er et plesiomorfisk træk (en karakter, der er karakterisktisk for gruppen, men som også findes i andre grupper). Disse to ordener tilhører imidlertid infraklassen Palaeoptera, som ikke er inkluderet i Neoptera. I modsætning til Neoptera kan medlemmer af Palaeoptera ikke folde deres vinger fladt langs ryggen, kun lodret (som vandnymfer gør det), hvis overhovedet.

## Systematik
Traditionelt har Exopterygota inkluderet alle ordener i Neoptera, der har ufuldstændig forvandling. Det diskuteres stadig, hvordan man underinddeler Exopterygota og Neoptera generelt. Det er blevet klart, at nogle insekter der viser træk fra Exopterygota måske er tidlige medlemmer af Neoptera, og i så tilfælde er overordenen parafyletisk, dvs. den ekskluderer visse grupper som har en fælles stamform med gruppen.
Her er en liste over levende og uddøde ordener af "Exopterygota", med nogle foreslåede underafdelinger:
Overorden Exopterygota:
- Caloneurodea (uddøde)
- Titanoptera (uddøde)
- Protorthoptera (uddøde)
- Plecoptera (slørvinger)
- Embioptera
- Zoraptera
- Dermaptera (ørentviste)
- Orthoptera (græshopper)

Foreslået overorden Dictyoptera
- Phasmatodea (vandrende pinde)
- Notoptera
- Blattodea (kakerlakker og termitter)
- Mantodea (knælere)

Foreslået overorden Paraneoptera
- Psocoptera (bark- og boglus)
- Thysanoptera (trips)
- Phthiraptera (lus)
- Hemiptera (næbmunde)